# Alamis continua
Alamis continua är en fjärilsart som beskrevs av Walker 1865. Alamis continua ingår i släktet Alamis och familjen nattflyn. Inga underarter finns listade i Catalogue of Life.